# Clara Dolny

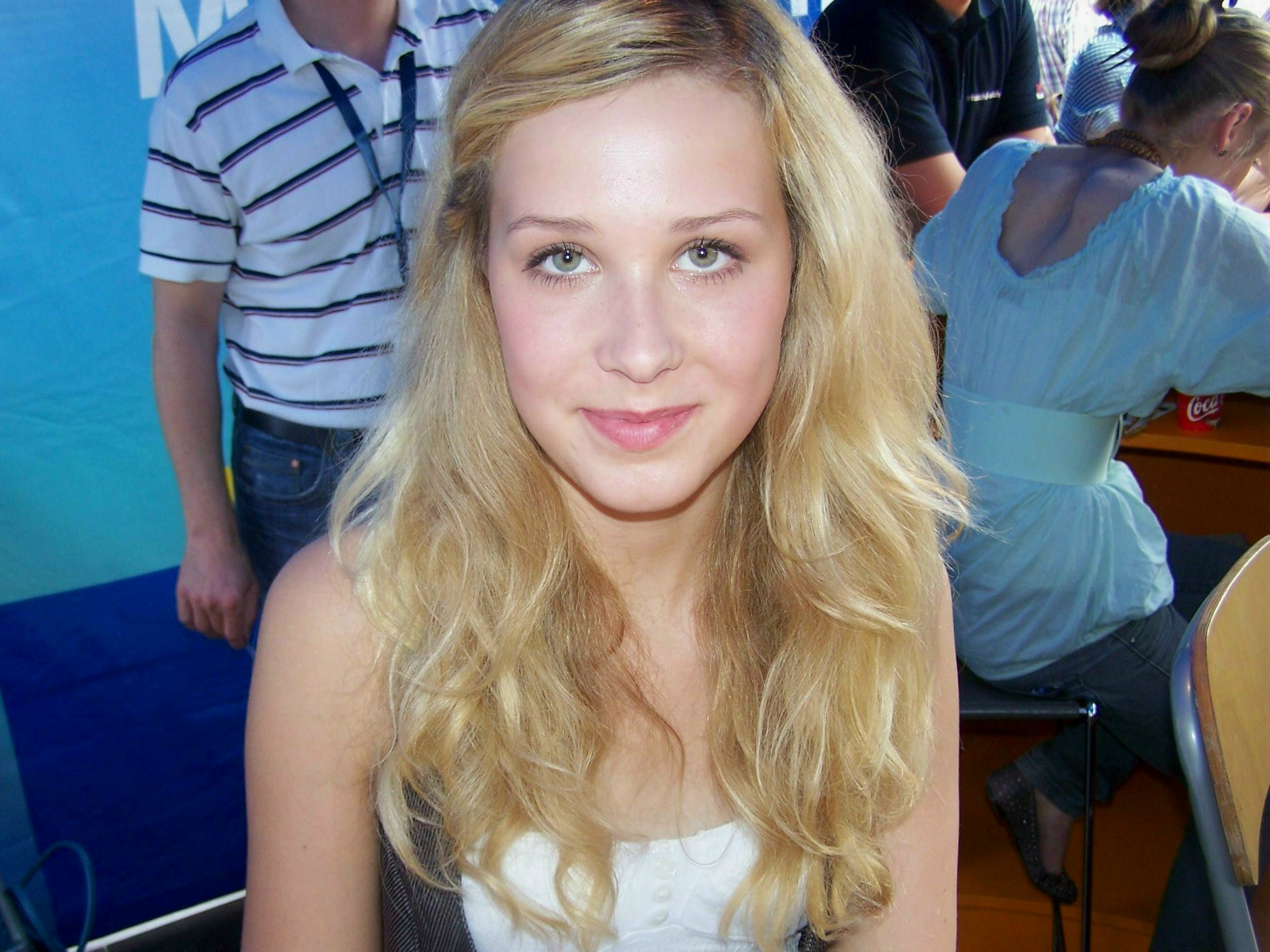
Clara Dolny am NRW-Tag 2009 in Hamm (Westf.)

Clara Casimira Dolny (* 30. Dezember 1990 in Essen) ist eine deutsche Schauspielerin.

## Leben und Karriere
Clara Dolny wurde durch die Rolle der ‚Josefine Stadler‘ in der ARD-Serie Lindenstraße bekannt. Sie spielte diese Figur von Folge 1188 (Ausstrahlung: 7. September 2008) bis Folge 1417 (10. Februar 2013) in insgesamt 94 Folgen. In Folge 1429 (5. Mai 2013) hatte sie einen Gastauftritt, bei dem allerdings nur ihre Stimme zu hören war. Einen weiteren Gastauftritt hatte sie in der Folge 1754 (1. März 2020) als Geist.
Dolny gehörte ab 2005 vier Jahre lang dem Jugendensemble des Schauspielhauses Essen an und spielte in den Stücken Homestories (2007) und Liebe (2008) mit.
Im Jahr 2010 absolvierte sie ihr Abitur in Essen. Clara Dolny lebt in Frankfurt am Main und studiert dort Englisch und Französisch. In ihrer Freizeit segelt sie gerne und betreibt Aerobic und Yoga. 2015 wurde sie Mutter einer Tochter.

## Filmografie
- 2007: Schwesterherz
- 2008: 112 – Sie retten dein Leben (Fernsehserie, Folge: Eingesperrt in eine Paketbox)
- 2008–2013, 2020: Lindenstraße (Fernsehserie)
- 2010: Ein Platz an der Sonne
- 2011: Die Stein (Fernsehserie, Folge: Trennung mit Hindernis)
- 2011: Dschungelkind (Kinofilm)
- 2013: Hotel 13: Rock ’n‘ Roll Highschool (Fernsehfilm zur Serie Hotel 13)[2]

## Theater
- 2007: Homestories (Schauspiel Essen, Rolle: Claire)
- 2008: Liebe (Schauspiel Essen, Rolle: Die Junge)

## Sprechrollen
- 2012: Burning Water (Hörspiel für Deutschlandradio Kultur, Rolle: Die Sekretärin)
- 2013: Sword Art Online (Animeserie, Rolle: Keiko „Silica“ Ayano)

## Sonstige Rollen
- 2012: Chocolate City (Musikvideo von „Hopeless“, Rolle: Sekretärin)[3]

## Fernsehshow-Auftritte
- 2008: TV total
- 2011: Ich liebe Deutschland

## Auszeichnungen
- 2008: Essens Beste zusammen mit dem Ensemble von Homestories (Nachwuchspreis)